# Мармароський експрес
«Мармароський експрес» — денний швидкісний поїзд № 753/754//755/756 сполученням Рахів — Валя Вишеулуй.
Експлуатант маршруту — Укрзалізниця.

## Історія
18 січня 2022 року було призначено поїзд до Румунії. Вперше за 15 років було відновлено сполучення цією ділянкою.
З не озвучених причин після ремонту ділянки колій у горах в період з 16 по 28 липня 2023 року поїзд було скасовано.

## Інформація про курсування
Поїзд № 753/754//755/756 сполученням Рахів — Валя Вишеулуй курсував щоденно. На шляху прямування потяг не зупинявся на жодній із станцій.

## Ключові можливості пересадки
- Пасажири, що слідують до Львова із Румунії, можуть здійснити пересадку на станції Рахів з/на регіональний поїзд «Буковельський експрес» № 809/810 «Львів — Рахів».
- Також для продовження поїздки далі, до Румунію пасажири можуть здійснити пересадку з/на поїзди до станцій Клуж і Бухарест.